# Paul Gulacy

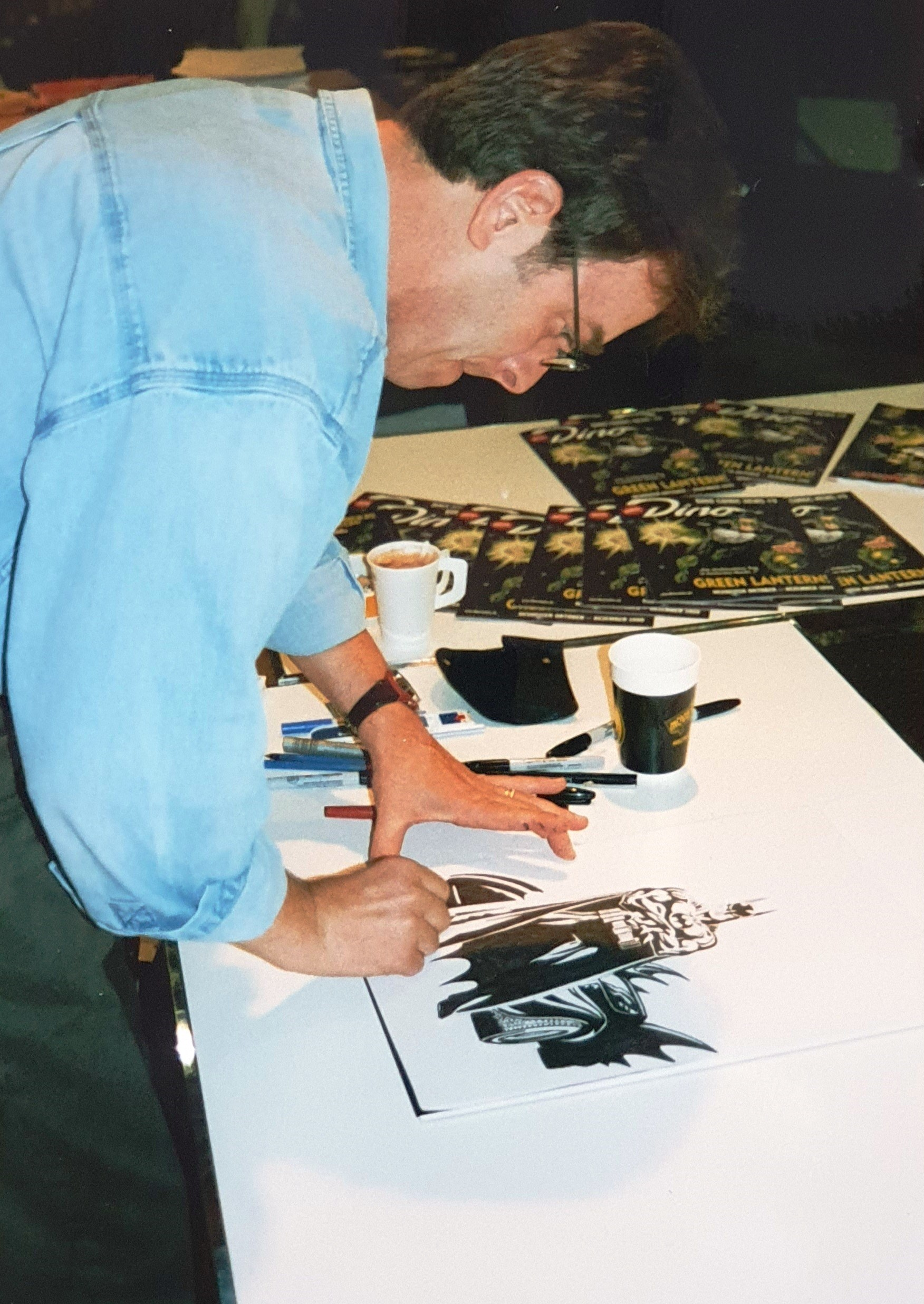
Im Jahr 1999 in Essen auf der Spielemesse

Paul Gulacy (* 15. August 1953 in Youngstown, Ohio) ist ein US-amerikanischer Comiczeichner.

## Leben und Arbeit
Gulacy begann in den 1970er Jahren als hauptberuflicher Comiczeichner zu arbeiten. Nachdem er in den 70er Jahren noch vor allem Martial Arts Comics wie Shang-Chi: Master of Kung Fu für Marvel Comics gezeichnet hatte, übernahm Gulacy in den 1980er Jahren vermehrt Engagements für Science-Fiction und Superhelden-Titel, so unter anderem für die von DC-Comics herausgegebenen traditionsreichen Serien um den düsteren Detektiv und „Rächer der Nacht“ Batman.
Sein häufigster künstlerischer Partner war dabei der Journalist und Autor Doug Moench, den Gulacy während der gemeinsamen Arbeit an Shang-Chi kennengelernt hatte. So illustrierte Gulacy etwa große Teile von Moenchs erstem Run an der Batman-Serie (1983–1986). Eine aus deutscher Sicht besonders interessante Frucht der Zusammenarbeit von Moench und Gulacy, die auch privat freundschaftlich verbunden sind, war eine zweiteilige Batman-Geschichte aus dem Jahre 1986 in der ein Kriminalfall den „Dunklen Ritter“ in die damalige bundesrepublikanische Hauptstadt Bonn verschlägt, deren tatsächliches Erscheinungsbild Gulacys Zeichnungen freilich nur bedingt wiedergeben.
Weitere Werke die in Zusammenarbeit mit Moench entstanden waren der 1991 veröffentlichte Fünfteiler Batman: Prey für die Anthologie-Serie Legends of the Dark Knight, das 1996 erschienene Crossover-Comic Batman Predator II, in dem der Superheld auf das eponyme Monster der Filmreihe Predator trifft, und in den 2000er Jahren die Miniserie Batman: Outlaws sowie der experimentierfreudige graphische Fantasy-Roman Green Lantern: Dragon Lord, sowie eine 2002 erschienene Neuinterpretation ihrer alten Shang-Chi-Geschichten.
Weitere nennenswerte Arbeiten Gulacys sind die bei Dark Horse erschienene Miniserie Star Wars: Crimson Empire, für Eclipse Enterprises Abre: Slow Fade of an Endangered Species, sowie Slash Maraud und Six From Sirius, sowie ein Comicroman um den patriotischen Superhelden Captain America.